# Pithana
Pithana va ser un rei de Kusar (Kuššar) o Kussara (Kuššara) i després rei de Nesa i Kanesh a mitjans del segle xviii aC. Portava el títol de rei i governava Kushara, ciutat no identificada de l'Anatòlia oriental.
Va conquerir el regne de Neša juntament amb el seu fill Anitta, on probablement era rei Warsama i el van convertir en la seva residència. Aquesta ciutat va ser el nucli originari dels territoris de llengua hitita. A aquest rei, els hitites el consideraven un dels fundadors de la seva dinastia reial.
La Proclamació d'Anitta, un text escrit en hitita, el primer conegut, explica que el rei de Kushara, Pithana, va sortir de la ciutat de Kussara amb molta força, va atacar Nesa durant la nit i la va reduir per assalt. Va fer presoner al rei de la ciutat però no va tocar els seus habitants, sinó que els va tractar «com a pares i mares». Segons Trevor Bryce, això volia dir que hi havia llaços ètnics entre els reis de Kushara i els habitants de Nesa i probablement els dos territoris estaven poblats per indoeuropeus. Però potser només vol dir que els va tractar amb benevolència. Després de la conquesta, la ciutat de Nesa es va convertir en la seu de la dinastia de Kushara.